# Walter A. Yeulett
Walter Albert "Toby" Yeulett (født 2. juni 1899 i Walton-on-Thames, Surrey, død 19. juli 1918 i Nordsøen) var en britisk pilot under 1. verdenskrig, som 19 år gammel deltog i bombardementet af luftskibsbasen i Tønder, men forsvandt sporløst på turen tilbage til hangarskibet HMS Furious ud for Ringkøbing Fjord.
Nogle dage senere blev hans Sopwith Camel jagerfly og liget fundet drevet i land på den sydlige del af Holmsland Klit.

## Uddannelse til pilot
Toby Yeulett var født i den sydvestlige London-forstad Walton-on-Thames og gik i drengeskolen Tiffin School i Surreys hovedby Kingston upon Thames.
Et foto fra 1911 viser ham lege med et modelfly.
Som 17-årig kom han i lære på en flymotor-fabrik i Weybridge i Surrey og blev 22. juli 1917 som 18-årig rekrutteret af Royal Naval Air Service og modtog i Crystal Palace grundlæggende undervisning i flykonstruktion, radiobrug og meteorologi.
Måneden efter sendtes han til RNAS Chingford i det nordøstlige London, hvor den første egentlige flyvetræning i et Avro 504-fly begyndte i september.
Rekrutterne sendtes derefter til Cranwell i Lincolnshire.
Den 13. oktober begyndte Yeulett mere avanceret flyvetræning med Royal Aircraft Factory B.E.2c-jagerfly, som indebar træning med bombekastning.
Efter 32 timers flyvning afsluttede han 29. november undervisningen i Cranwell med eksamen, hvorefter han blev sendt tilbage til Chingford.
Den 14. januar 1918 blev Yeulett sendt til East Fortune ved Edinburgh, hvor han mødte de andre piloter fra HMS Furious, som da lå i dok for at blive ombygget til verdens første hangarskib med både start og landings-dæk.
I februar blev han sendt til Isle of Grain i Kent for at øve start og landings-metoder til brug på HMS Furious og efter at have vist tilfredsstillende landingstræning med Sopwith Pup-fly returnerede han 31. marts til HMS Furious.
Under ledelse af kontreadmiral Richard F. Phillimore oprettedes i marts 1918 The Grand Fleet Flying Squadron og 1. april blev Royal Naval Air Service lagt sammen med Royal Flying Corps til Royal Air Force, hvor Yeulett blev udnævnt til flyløjtnant (flight lieutenant).
HMS Furious foretog de næste måneder rekognosceringstogter, og 13. juni lettede Yeulett fra dækket med et Sopwith 1½ Strutter-fly udstyret med oppustelige puder, men landede straks i havet og blev trukket op igen.
Planlagte bombardementer af luftskibsbasen i Tønder i maj og i slutningen af juni 1918 blev aflyst, blandt andet fordi briterne følte sig opdaget.
Sopwith 1½ Strutter-flyene blev udskiftet med kortererækkende Sopwith Camel enkeltsædede biplan jagerfly, og de sidste øvelser med kastning af bomber foregik på flyvepladsen i Turnhouse ved Edinburgh, hvor konturerne af Tønders 3 luftskibshaller var markeret op.

## Luftskibsbasen i Tønder 19. juli 1918
Den 17. juli 1918 stævnede HMS Furious igen ud fra Rosyth Dockyard i Firth of Forth-fjorden ved Edinburgh med syv Sopwith Camel-fly og eskorte af 17 skibe.
Næste morgen kl. 3 var skibene nået til det planlagte udflyvningssted i Horns Rev-området 30 km vest for Lyngvig Fyr, men et tordenvejr gjorde, at man valgte at udsætte angrebet med et døgn til tidligt om morgenen den 19. juli.

Flyene blev delt op i to grupper, og Yeulett blev sendt afsted fra hangarskibet omkring kl. 3.20 i den anden gruppe fly i angrebet sammen med kaptajn B.A. Smart og løjtnant S. Dawson.
Yeuletts fly tabte formentlig allerede ved takeoff det ene hjul.
I Tønder ramte den første bølge fly den store dobbelthal Toska med 3 bomber, så luftskibene L 54 og L 60 gik i brand inde i den lukkede hal.
Bombardementet blev indledt kl. 4.35, og blandt andet kommandant von Buttlar-Brandenfels' øjenvidneberetning kendes. Han beskrev, at han blev vækket og på cykel ilede mod hallerne, hvor han så et af flyene, som manglede det ene hjul, hvilket må have været Yeuletts fly. Netop dette fly fløj meget lavt ind fra øst ved de to mindre haller, og han troede det ville lande, inden flyet skal være fløjet under nogle højspændingsledninger, som det ramte, inden det forsvandt nordpå.
To af piloterne og deres fly, som var i Tønder, nåede henholdsvis kl. 5.55 og kl. 6.30 tilbage til den britiske flåde, hvor de blev samlet op af vandet.
Tre andre opgav hjemturen og nødlandede på neutral dansk jord ved henholdsvis Guldager, Skallingen og Holmsland Klit. De blev alle arresteret samme dag og ført til det britiske konsulat og Palads Hotel i Esbjerg.
Det lykkedes dem alle inden for en måned at flygte fra Danmark gennem Sverige og Norge tilbage til Storbritannien.

Yeulett hørte man ikke fra igen, og man formodede at han var druknet, da man antog, at han var gået ned for tidligt og løbet tør for benzin.
Kl. 7 afgik formationen af skibe med kurs hjemad.
Den 24. juli drev Yeuletts fly ind på stranden nær Havrvig på Holmsland Klit, og 28. juli blev hans lig fundet i Chr. O. Christensens strandlen, Årgab, lidt nordligere.
Hovedet var blodigt som af overfladiske læsioner i strandkanten og næsebenet var knust, ellers ingen tegn på vold. Han blev 4. august begravet på kirkegården i Haurvig.
I september 1918 blev Yeulett posthumt tildelt medaljen Distinguished Flying Cross.